# Songs from Instant Star 3
Songs from Instant Star 3 es la banda sonora de la tercera temporada de la serie de televisión Instant Star protagonizada por Alexz Johnson en el papel de Jude Harrison, quien originalmente interpreta las 11 canciones pero después de que Alexz Johnson firmara contrato con Capitol Records solo le fue permitido incluir 4 canciones en el álbum.

## Lista de canciones
1. "Where Does It Hurt" — Alexz Johnson (Greg Johnston, Rob Wells, Christopher Ward)
2. "Waste My Time" — Cory Lee (Fred St-Gelais, Rob Wells, Christopher Ward)
3. "What You Need" — Tyler Kyte (Tyler Kyte, Dave Thomson)
4. "I Don’t Know If I Should Stay" — Alexz Johnson (Marc Jordan, Jeen O'Brien, Greg Johnston)
5. "Just the Beginning" — Damhnait Doyle (Damhnait Doyle, Fred St-Gelais, Rob Wells)
6. "Love to Burn" — Cory Lee (Chris Anderson, Rob Wells, Christopher Ward)
7. "Unraveling" — Tyler Kyte (Greg Johnston, Christopher Ward)
8. "Don’t You Dare" — Alexz Johnson (Luke McMaster, Damhnait Doyle)
9. "I Will Be the Flame" — Cory Lee (Dave Thomson, Damhnait Doyle, Christopher Ward)
10. "Worth Waiting For" — Tyler Kyte (Greg Johnston, Luke McMaster, Christopher Ward)
11. "Darkness Round the Sun" — Damhnait Doyle (Dave Thomson, Jordan, Rob Wells)
12. "Shooting Star" — Lindsay Robins (Greg Johnston, Damhnait Doyle, Rob Wells)
13. "The Breakdown" — Alexz Johnson (Brendan Johnson)
14. "No Shoes No Shirt" — Cory Lee (Cory Lee Urhahn, R. Gayle, C. Perry, P. Alexander)